# Thomas Kammeier

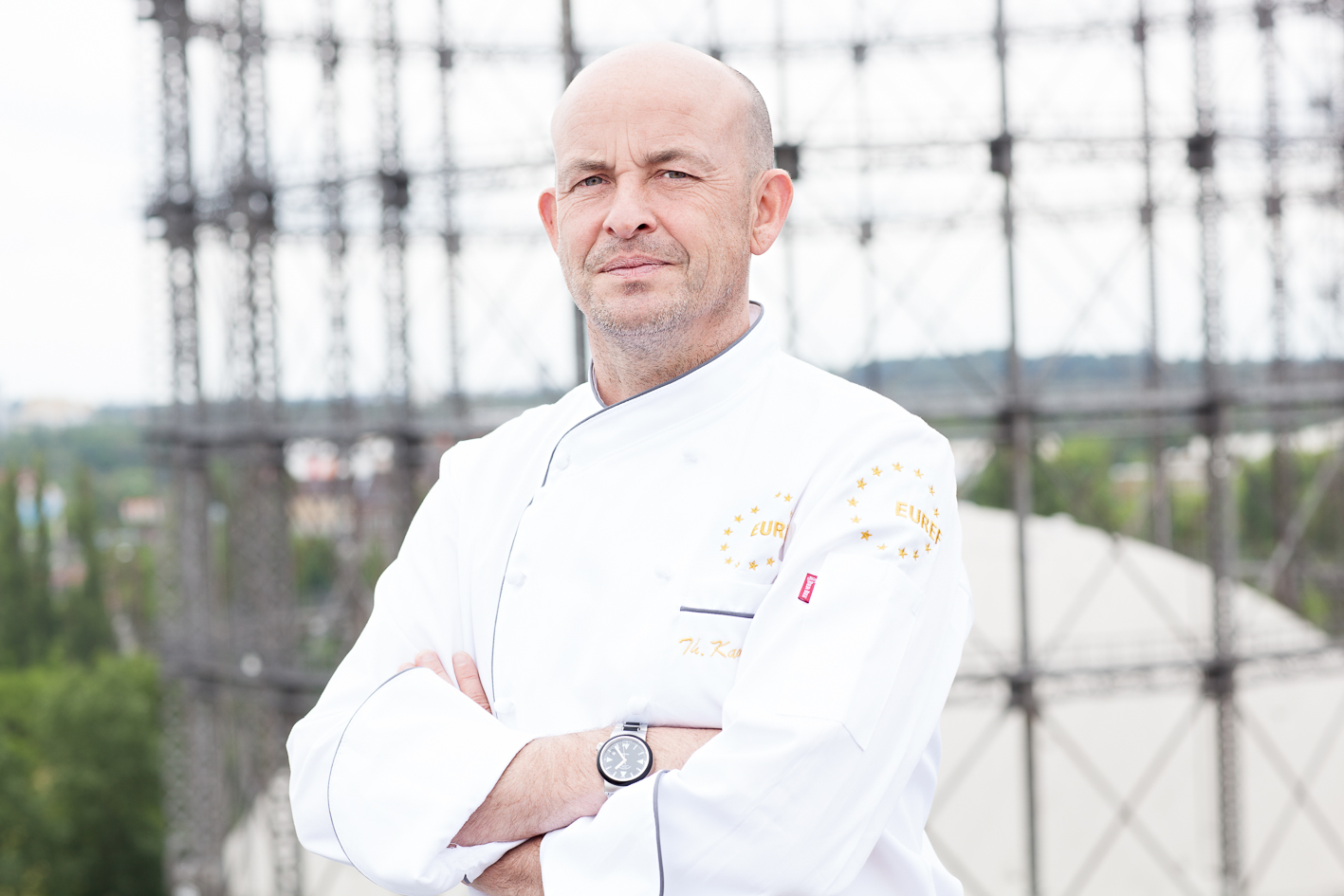
Thomas Kammeier, Gastronomischer Leiter des EUREF-Campus

Thomas Kammeier (* 27. September 1966 in Schermbeck, Nordrhein-Westfalen) ist ein deutscher Koch und Kochbuchautor.

## Leben
Thomas Kammeier entschied sich nach der Schule für eine Ausbildung zum Bäcker und schloss diese 1986 ab. Da er das Bäckerhandwerk aber zu langweilig fand, beschloss er eine Ausbildung als Koch zu machen. Diese absolvierte er im Landhaus Scherrer, Recklinghausen. Nach drei Jahren Ausbildung startete er seine Karriere in der Rotisserrie Dubs in Worms. Weitere Stationen waren unter anderem das Landhaus Scherrer in Hamburg (1993–1995), das Hummerstübchen in Düsseldorf (1995–1996) und zunächst das Restaurant Zum Hugenotten im Hotel InterContinental in Berlin. Nachdem er dort ein Jahr Souschef war, stieg er 1998 zum Küchenchef auf. Im März 2003 wechselte das Restaurant innerhalb des Hotels sowohl den Standort als auch den Namen und wurde zum HUGOS. Seit Juni 2015 ist er Gastronomischer Leiter des EUREF-Campus. Dort verantwortet er fünf Restaurants.
Kammeier ist verheiratet, das Ehepaar hat ein Kind.

## Kochphilosophie
„Viele Kollegen notieren sich alles akribisch, was sie jemals gekocht haben und ich selber habe eine Rezeptdatei von Einzelrezepten – aber letztendlich bewahre ich mir nichts auf, und das mache ich bewusst, weil man so immer wieder gefordert ist, etwas Neues zu machen, sich weiter zu entwickeln. Man kann dann eben nicht mal schnell im Computer oder in Kladden nachschauen. Für mich ist das eine gute Art und Weise, sich stetig weiter zu entwickeln, sich persönlich da einen Druck aufzubauen. Man muss ständig nach neuen Produkten schauen, nach guten Produkten, und es ist auch Basis meiner Küche, dass wir versuchen, gute Produkte zu benutzen und die dann so heraus zu arbeiten, dass man Ende, beispielsweise den Spanferkelbauch, im Gericht auch wirklich schmecken kann.“

## Auszeichnungen
Der Guide Michelin zeichnet das Hugos unter Kammeiers Leitung mit einem Stern aus, der Gault Millau vergibt 3 Hauben (17/20 Pkt.). Vom Schlemmer Atlas wird das Hugos mit 4 Kochlöffeln bewertet, Der Große Restaurant & Hotel Guide verleiht 4 Hauben, die Zeitschrift Der Feinschmecker vergibt 3 von 5 möglichen F's und bewertete das Restaurant 2003 als „Restaurant des Jahres“ und als „Trendrestaurant des Jahres“ sowie 2007 und 2008 als „Bestes Ambiente Restaurant des Jahres“. Der Varta-Führer benotet das Restaurant mit 3 von 5 möglichen Diamanten. Kammeier gewann zudem mehrfach den Wettbewerb Berliner Meisterkoch, der seit 1997 von der Berlin Partner GmbH ausgerichtet wird und bei dem jährlich die besten Köche der Hauptstadtregion Berlin-Brandenburg ausgezeichnet werden.